# As-Sarimijja
As-Sarimijja (arab. الصارمية) – miejscowość w Syrii, w muhafazie Hama. W 2004 roku liczyła 2953 mieszkańców.